# Prospect Reservoir
Le Prospect Reservoir est un lac de barrage en amont de la Prospect Creek dans la banlieue du Greater Western Sydney appelée Prospect, en Nouvelle-Galles du Sud (Australie). Le barrage est aussi connu sous le nom de Prospect Dam.